# Bärbel Horat
Bärbel Horat (* 1986; heimatberechtigt in Kriens) ist eine Schweizer Politikerin (Grüne).

## Leben
Bärbel Horat wuchs im Raum Luzern auf. Sie studierte Biologie und arbeitete von 2012 bis 2017 als Geoinformatikerin im Zentralsekretariat von Pro Natura Schweiz. Anschliessend bildete sie sich zur Hebamme aus und ist seit 2021 im Kantonsspital Luzern tätig. Sie lebt mit ihrer Familie in Kriens.

## Politik
Bärbel Horat konnte im Juni 2022 für den zurückgetretenen Maurus Frey in den Kantonsrat des Kantons Luzern nachrücken. Sie ist seit 2022 Mitglied der Stabsgruppe der Geschäftsleitung und Ersatzmitglied der Aufsichts- und Kontrollkommission.